# آهن جي هيون (ممثلة)
آهن جي هيون (بالكورية: 안지현)‏ هي ممثلة كورية جنوبية. ولدت في 10 يوليو 1992 في بوسان بكوريا الجنوبية.

## الأعمال

### أفلام
| السنة | الفيلم   | الدور |
| ----- | -------- | ----- |
| 2013  | إنفلونزا |       |

### مسلسلات
| السنة | العنوان            | الدور        |
| ----- | ------------------ | ------------ |
| 2014  | مسلح جوسون         | جان-آي       |
| 2016  | العفريت            | كو جونغ هيون |
| 2017  | حياة السجن الحكيمة | صديقة جو-هو  |
| 2018  | الوقت              | او يونغ-هي   |

## روابط خارجية
- آهن جي هيون (ممثلة) على موقع IMDb (الإنجليزية)